# José Joaquim Teixeira Lopes
José Joaquim Teixeira Lopes o Teixeira Lopes, padre (1837-1918) fue un escultor y ceramista portugués. 

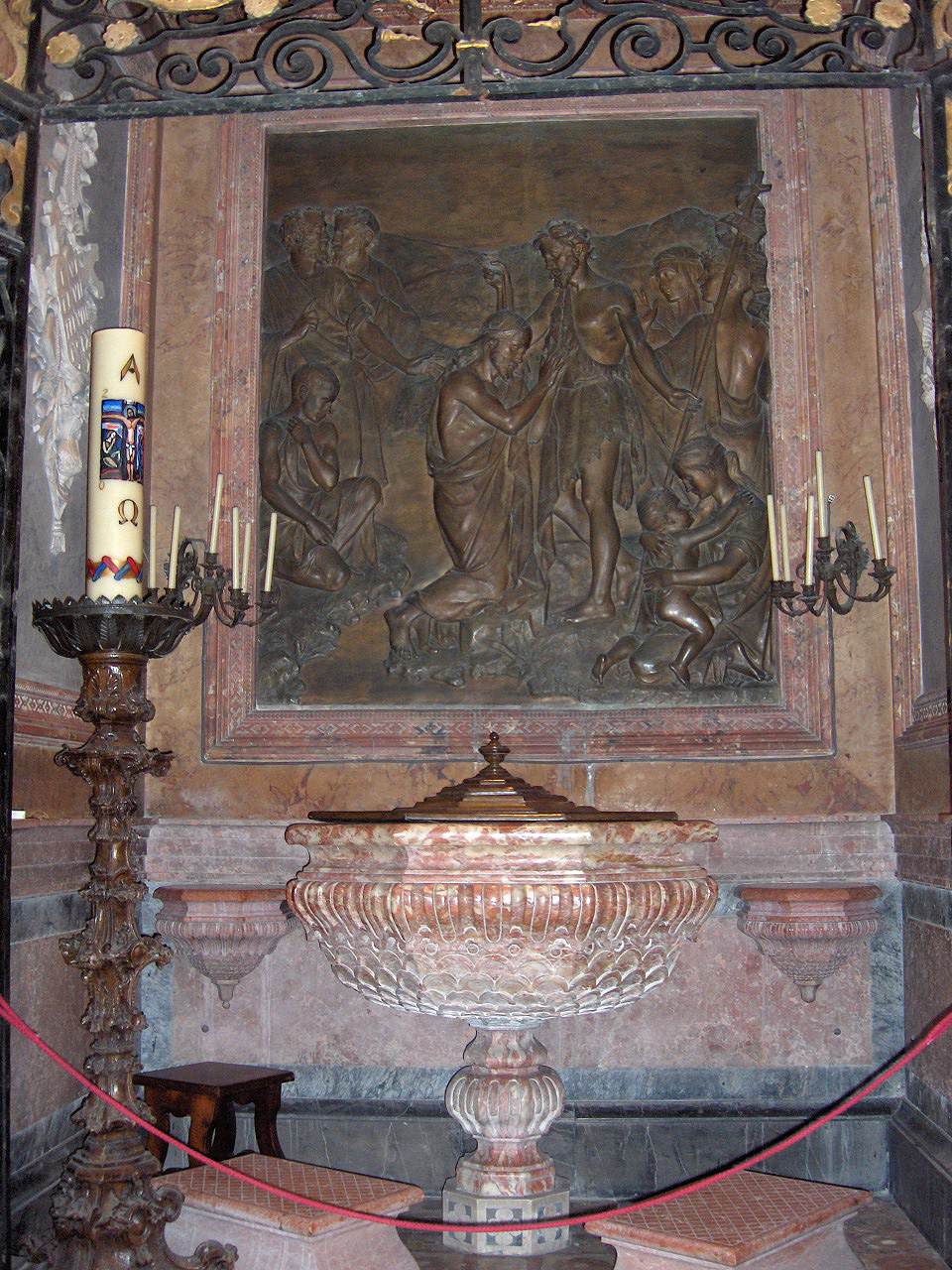
Alto relieve en bronce en la capilla del bautismo de la Catedral de Oporto, obra de Teixeira Lopes (padre)

## Datos biográficos
Nacido en São Mamede de Ribatua, el 24 de febrero de 1837. Fue el padre de Antonio Teixeira Lopes, también escultor, y José Teixeira Lopes, arquitecto.
Estudió en la Escuela Industrial de Oporto. A continuación, pasó una breve temporada en París, y al regresar, se dedicó a la cerámica. Fue el artista cofundador, socio y director, de la Fábrica de Cerámica de las Devesas. Allí inició un curso diseño y modelado, que finalmente llevó a la creación de la escuela Industrial Manuel Passos, en Vila Nova de Gaia.
Obras
Entre sus obras destacan:
- la estatua del ministro Manuel da Silva Passos en Matosinhos
- la estatua del rey don Pedro V de Portugal, en la Plaza de la Batalha en Oporto (1862) - fue el primer monumento público de este tipo en la ciudad; 41°8′42″N 8°36′24″O / 41.14500, -8.60667

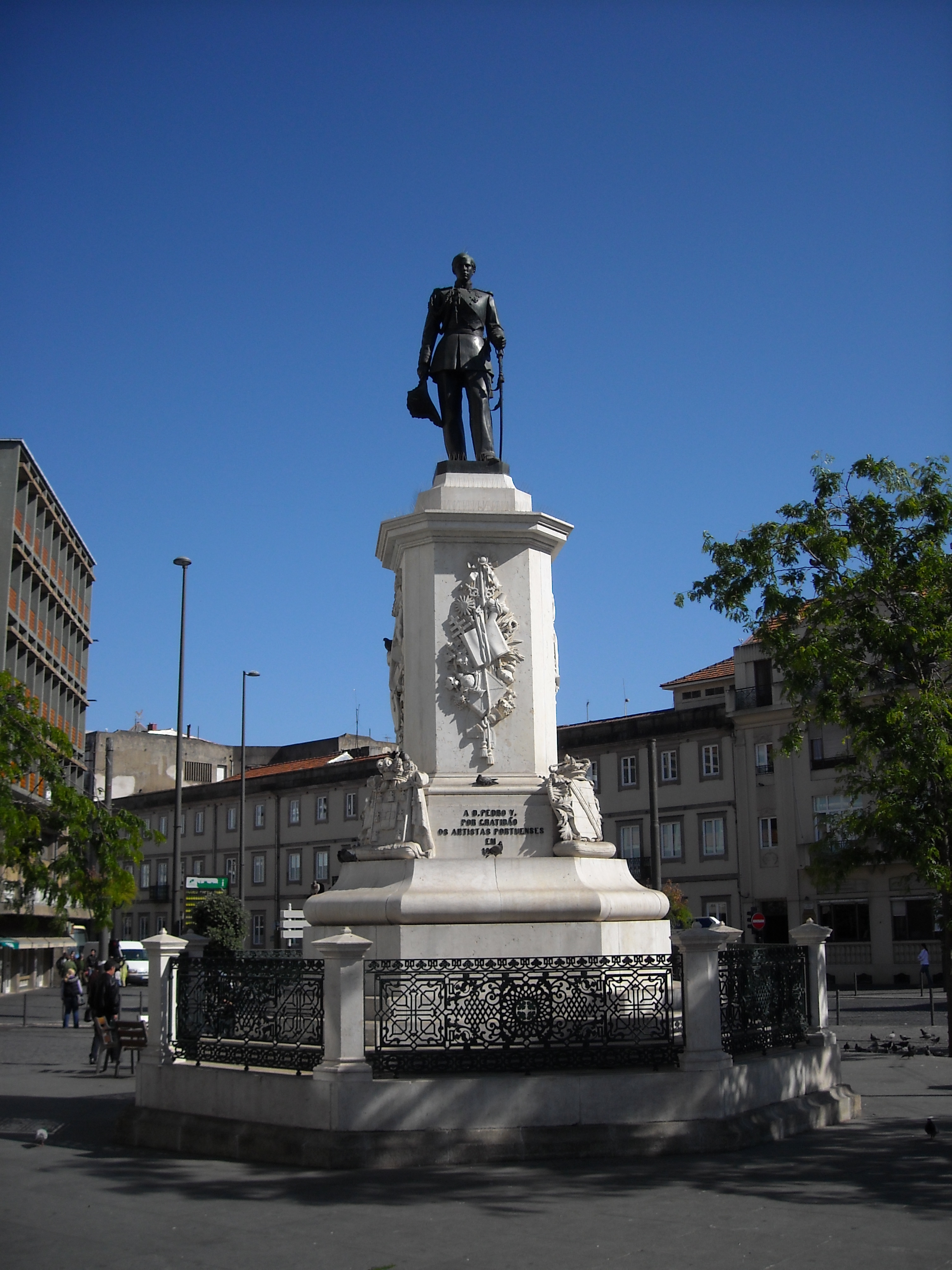
Monumento
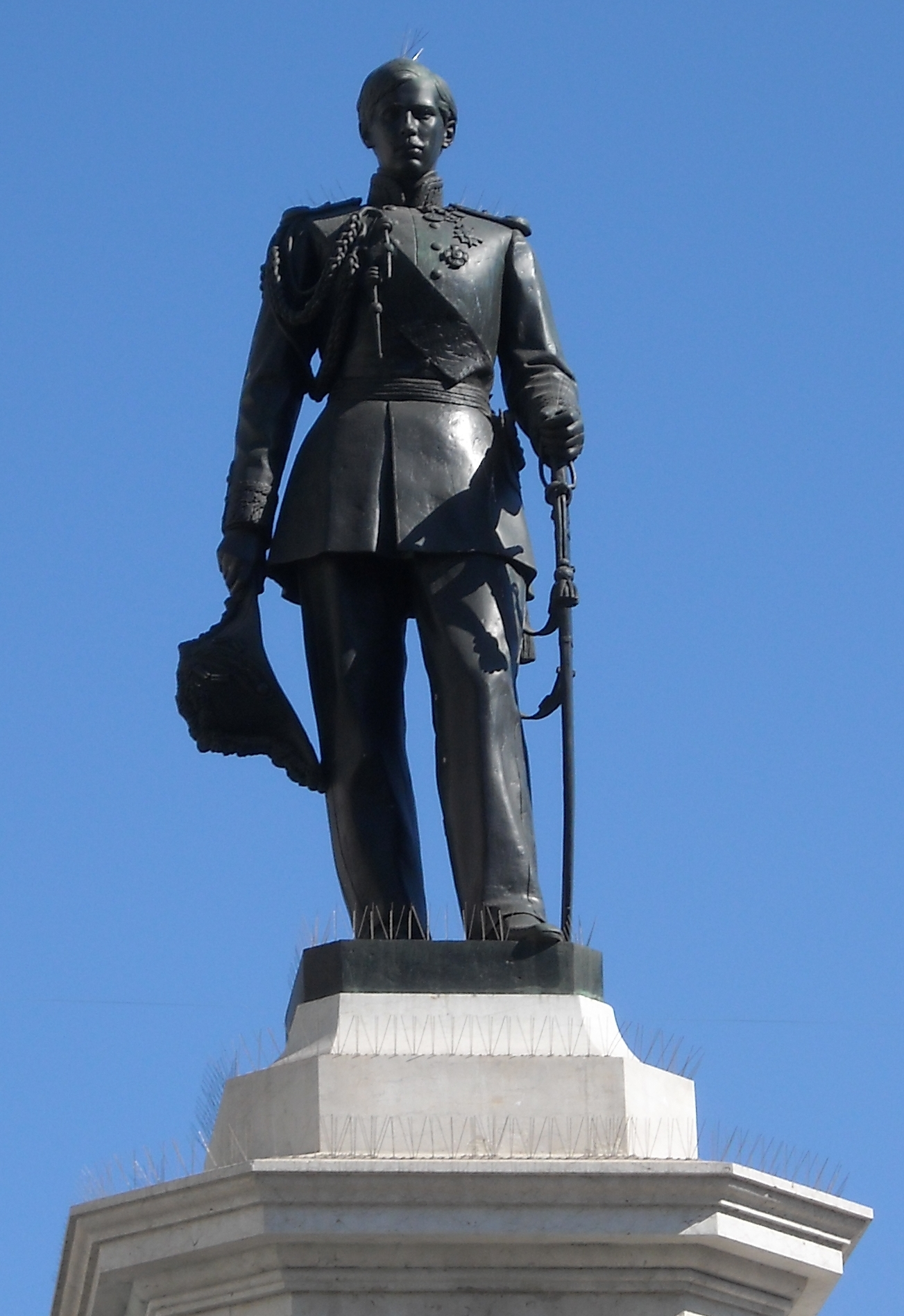
Don Pedro V
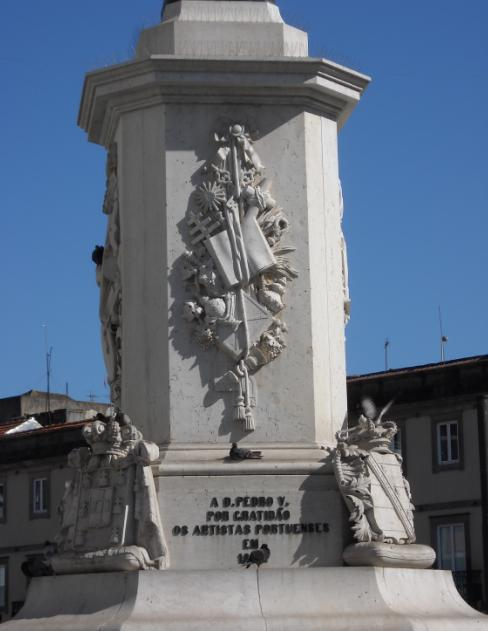
pedestal

- el relieve titulado Bautismo de Cristo en el baptisterio de la Catedral de Oporto;

- las llamadas Alminhas da Ponte - un relieve en bronce en Ribeira do Porto, que recuerda el desastre del puente de barcas, que se produjo en 1809

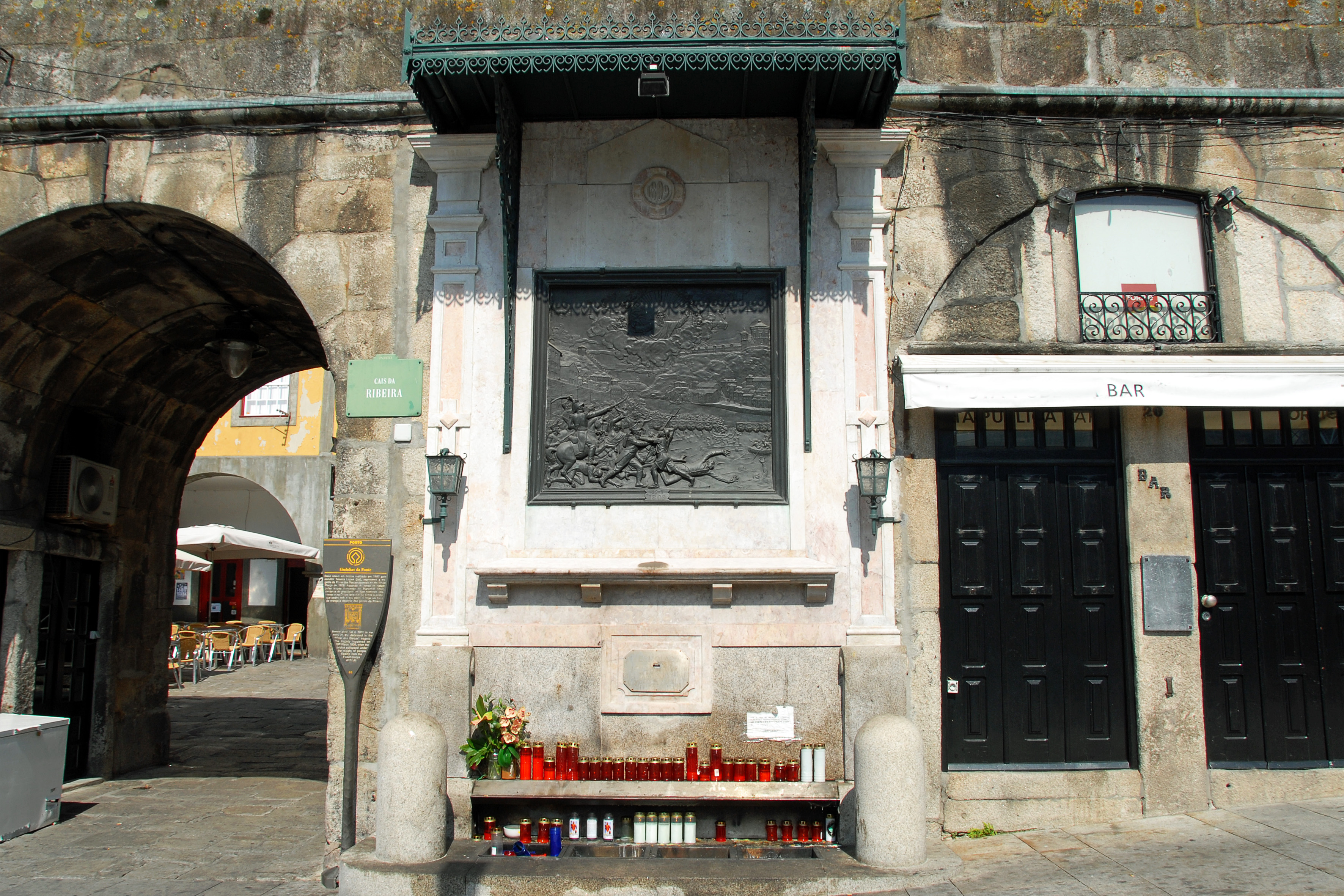
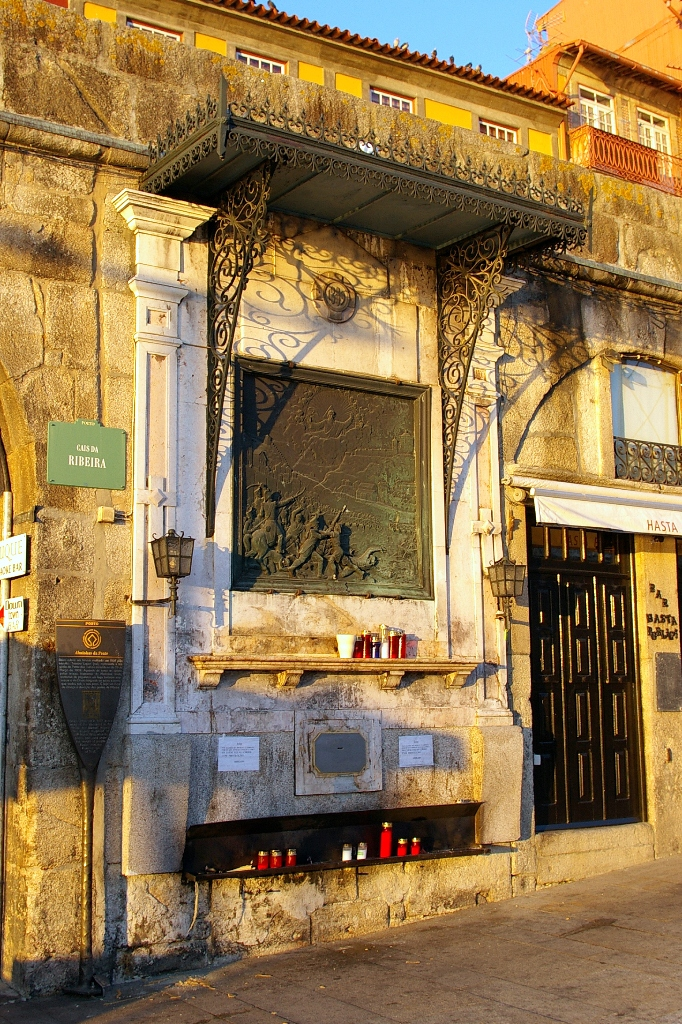
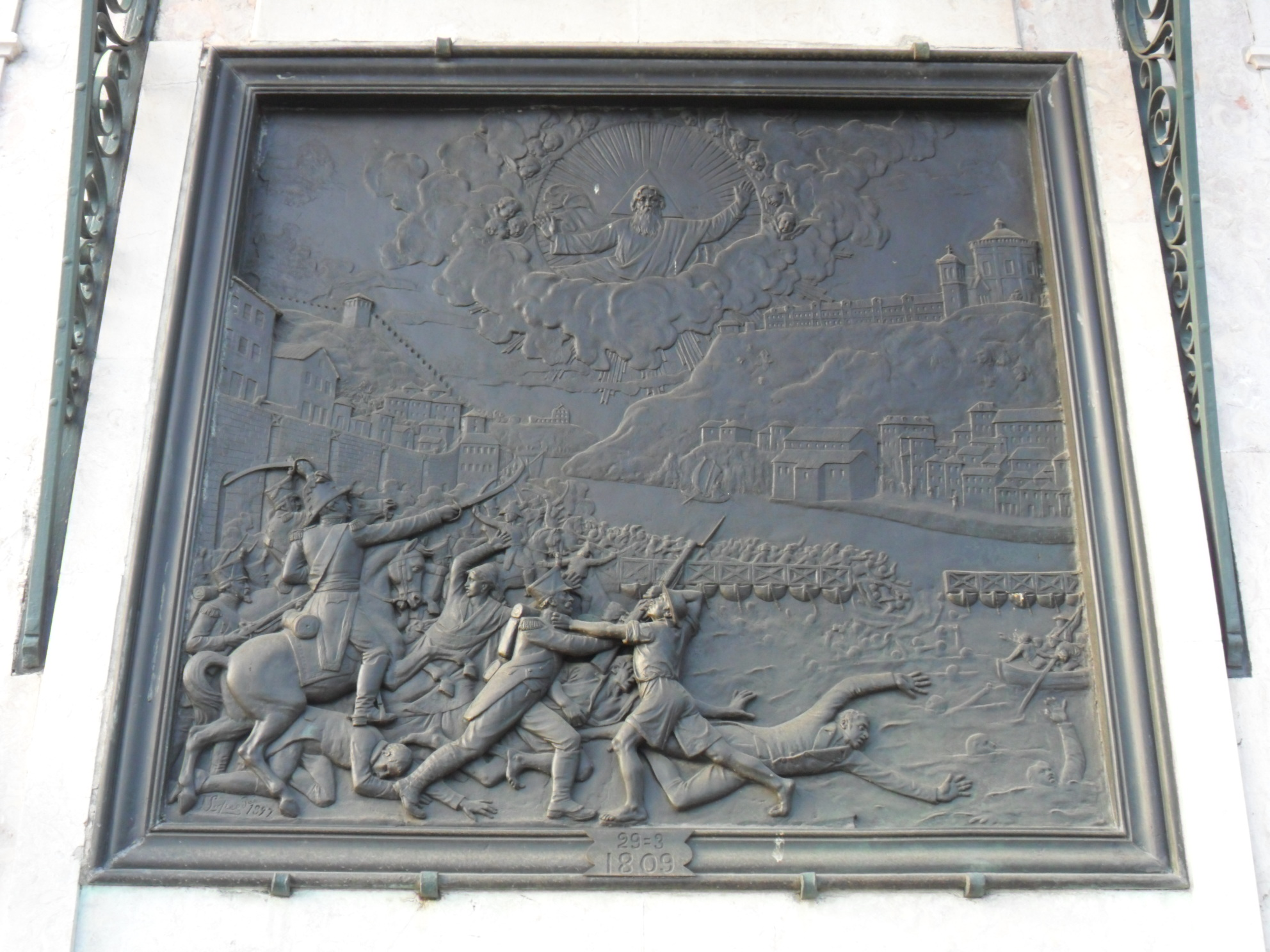
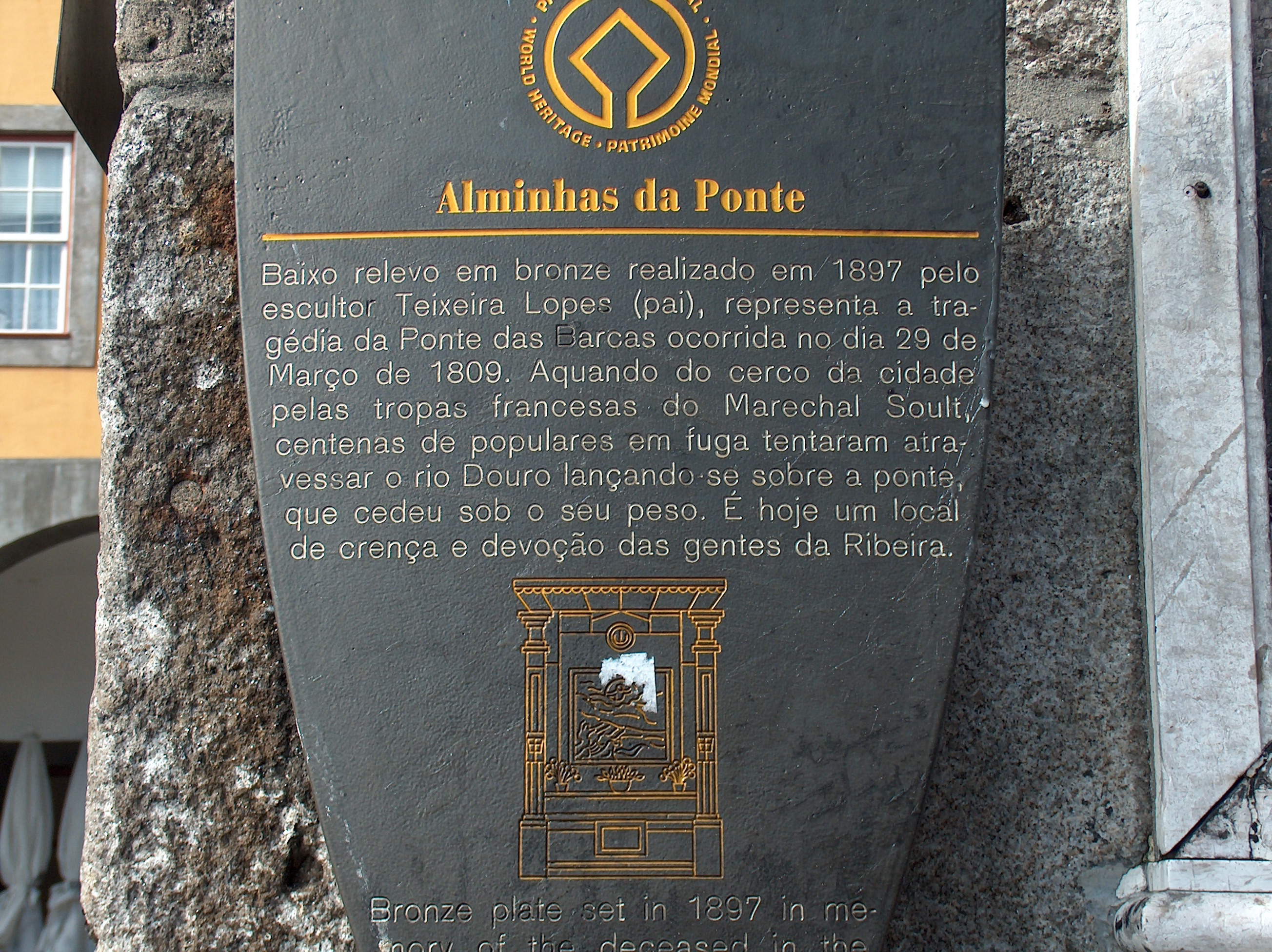

Además José Joaquim Teixeira Lopes es autor de varias estatuas alegóricas entre otras. Fue también pintor de azulejos. 
Dado el gran número de artistas a los que enseñó, Teixeira Lopes padre fue una de las figuras más influyentes del arte en Portugal durante el período del Romanticismo.
Murió el año 1918 en Vila Nova de Gaia.